# 华黄耆
华黄耆（学名：Astragalus chinensis）为豆科黄芪属的植物。分布于中国大陆的河北、辽宁、内蒙古、吉林、山西、黑龙江等地，生长于海拔800米的地区，多生长在路旁砂地、向阳山坡或草地上，目前尚未由人工引种栽培。

## 别名
地黄耆（东北植物检索表）